# Columbia Sussex
Columbia Sussex Corporation, tidigare Columbia Development, är ett amerikanskt företag inom hotellverksamhet. Det äger och driver 41 hotell runt om i USA. En del av hotellen använder sig av olika hotellkoncept som ägs bland annat av Hilton Hotels, Hyatt Hotels och Marriott International. Historiskt har de även ägt och drivit kasinon såsom Tropicana Atlantic City och Tropicana Las Vegas.

## Historik
Företaget grundades 1972 som Columbia Development av William Yung efter att han byggde ett motell med motellkonceptet Days Inn i Richwood i Kentucky. Yung gjorde en aggressiv expandering av företaget och i senare skede bytte företaget namn till det nuvarande. 
År 1990 började Columbia Sussex att verka i branschen för hasardspel när man förvärvade kasinot High Sierra i Stateline i Nevada från Del E. Webb Corporation för 19 miljoner amerikanska dollar. Kasinot genomgick en renovering och återinvigdes som Horizon Lake Tahoe. År 2005 köpte företaget 14 hotell från Blackstones dotterbolag Wyndham International för 1,4 miljarder dollar, vilket var företagets största förvärv. Dock höll det sig bara drygt två år innan Columbia Sussexs förvärvade kasinooperatören Aztar för 2,75 miljarder dollar efter budgivningskrig med Ameristar Casinos, Colony Capital och Pinnacle Entertainment. Aztar ägde bland annat Tropicana Atlantic City och Tropicana Las Vegas. I och med köpet så grundades det ett dotterbolag med namnet Tropicana Entertainment LLC för att vara ett förvaltningsbolag till kasinonen. När spellicensen i Atlantic City i New Jersey skulle förnyas, då fick man avslag från delstatens spelkommission New Jersey Casino Control Commission och kasinot hamnade istället under en förvaltare tills kasinot blev sålt till en ny ägare. I maj 2008 gick dotterbolaget i konkurs på grund av den indragna spelarlicensen och den globala finanskrisen. I juli 2009 blev kasinot Tropicana Las Vegas uppköpt av deras fordringsägare med riskkapitalbolaget Onex i spetsen. Den 8 mars 2010 köpte investeraren Carl Icahn konkursboet för 200 miljoner dollar och nya företaget fick namnet Tropicana Entertainment Inc. I oktober 2011 lämnade Columbia Sussex hasardspelsbranschen och återgick till att vara en renodlad hotelloperatör efter att kasinot The Westin Casuarina tvingades stänga på grund av obetalda lån.

## Kasinon
De kasinon som Columbia Sussex har ägt.
|  | Namn                                           | Ort                                   |
|  | ---------------------------------------------- | ------------------------------------- |
|  | Amelia Belle Casino                            | Amelia, Louisiana                     |
|  | Belle of Baton Rouge                           | Baton Rouge, Louisiana                |
|  | Casino Aztar Evansville                        | Evansville, Indiana                   |
|  | Jubilee Casino                                 | Greenville, Mississippi               |
|  | Horizon Lake Tahoe                             | Stateline, Nevada                     |
|  | Horizon Vicksburg                              | Vicksburg, Mississippi                |
|  | Lighthouse Point Casino                        | Greenville, Mississippi               |
|  | Montbleu Resort Casino & Spa                   | Stateline, Nevada                     |
|  | River Palms Casino                             | Laughlin, Nevada                      |
|  | Tropicana Atlantic City                        | Atlantic City, New Jersey             |
|  | Tropicana Express                              | Laughlin, Nevada                      |
|  | Tropicana Las Vegas                            | Paradise, Nevada                      |
|  | The Westin Casuarina                           | Paradise, Nevada                      |
|  | The Westin St. Maarten Dawn Beach Resort & Spa | Sint Maarten, Nederländska Antillerna |